# ماسو نام مستعار ماسیلامانی
ماسو نام مستعار ماسیلامانی (به تامیلی: Massu Engira Masilamani) فیلمی محصول سال ۲۰۱۵ و به کارگردانی وینکات پرابو است. در این فیلم بازیگرانی همچون سوریا، نایانتارا، پرمگی آمرن، پرانیتا سوبهاش، آر. پاراتیپان، سوماتیراکانی، ریاض خان، رامیا سوبرامانیان و سنگیتا کریش ایفای نقش کرده‌اند.